# Allanblackia parviflora
Allanblackia parviflora är en tvåhjärtbladig växtart som beskrevs av A. Chevalier. Allanblackia parviflora ingår i släktet Allanblackia och familjen Clusiaceae. Inga underarter finns listade i Catalogue of Life.

## Bildgalleri

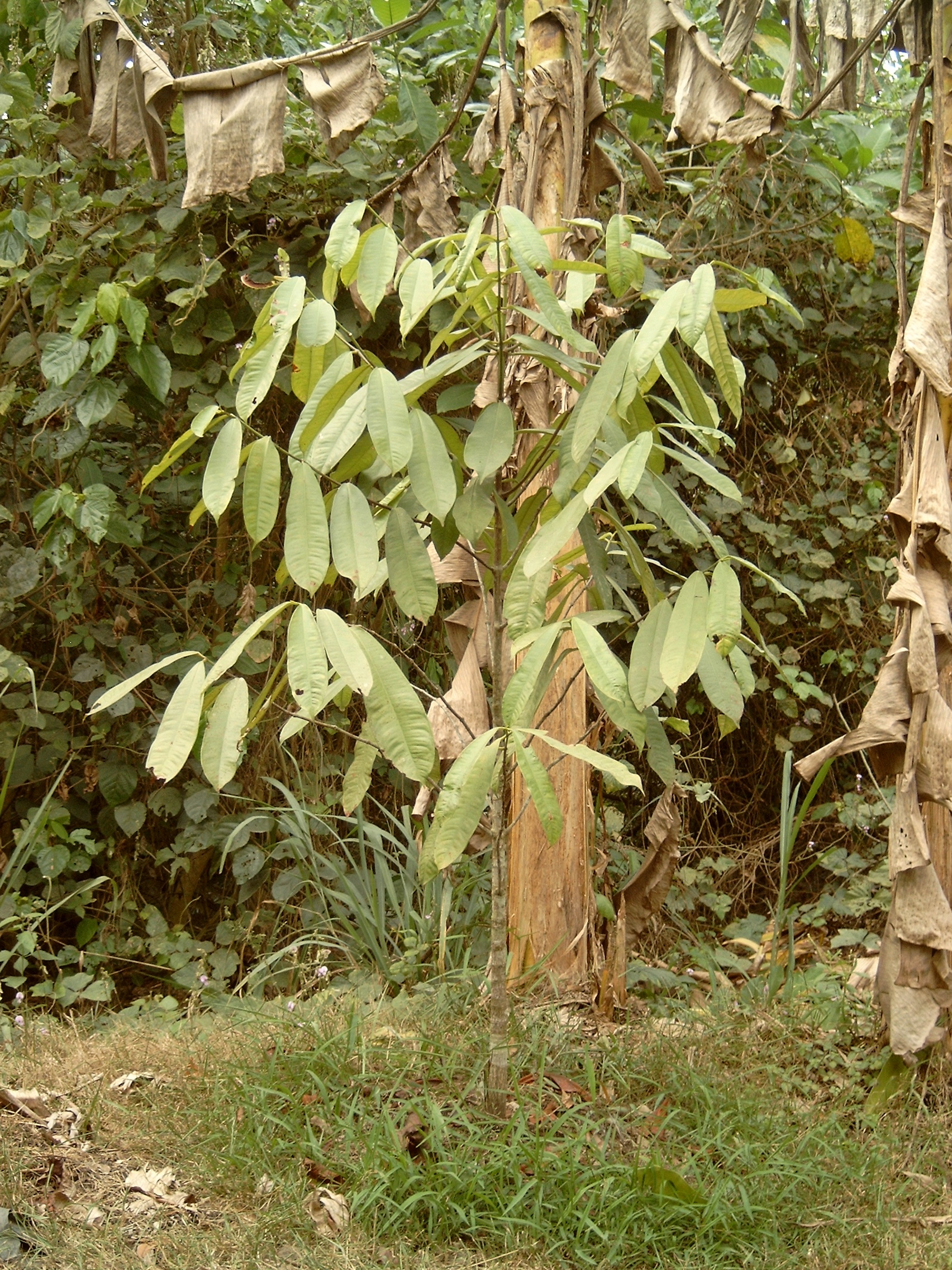